# جيك جيبس
جيك جيبس (بالإنجليزية: Jake Gibbs)‏ هو لاعب كرة قدم أمريكية أمريكي، ولد في 7 نوفمبر 1938 في غرينادا في الولايات المتحدة.

## وصلات خارجية
- جيك جيبس على موقعبيزبول رفرنس.كوم (الدوري الرئيسي) (الإنجليزية)
- جيك جيبس على موقع قاعة ميسيسيبي للمشاهير الرياضية (الإنجليزية)